# Cerodontha stackelbergi
Cerodontha stackelbergi är en tvåvingeart som beskrevs av Nowakowski 1972. Cerodontha stackelbergi ingår i släktet Cerodontha och familjen minerarflugor. Inga underarter finns listade i Catalogue of Life.